# Неннслінген
Неннслінген (нім. Nennslingen) — громада в Німеччині, розташована в землі Баварія. Підпорядковується адміністративному округу Середня Франконія. Входить до складу району Вайсенбург-Гунценгаузен. Центр об'єднання громад Неннслінген.
Площа — 21,97 км2. Населення становить 1402 ос. (станом на 31 грудня 2020).